# Parc national Garigal
Le parc national Garigal (anglais : Garigal National Park) est un parc national situé en Nouvelle-Galles du Sud en Australie à 20 kilomètres au nord de Sydney.